# Xavier Pericay
Xavier Pericay Hosta (Barcelona, 1956) es un filólogo, escritor, político, profesor universitario y periodista español.

## Biografía

### Orígenes
Xavier Pericay es hijo de Pere Pericay y de Concepció Hosta, ambos originarios de la provincia de Gerona. Su abuelo materno, Alfonso Hosta Bellpuig, era un médico gerundense que fue, durante la Segunda República, presidente de la Acción Popular Catalana en la provincia de Gerona (la marca local de la Confederación Española de Derechas Autónomas (CEDA) en esa provincia). Detenido por sus ideas derechistas y por su condición de católico al inicio de la guerra civil española, el 2 de noviembre de 1936 fue sacado de su celda y puesto en manos del comité anarquista de Orriols. Junto con otras once personas (posteriormente conocidos como los «Mártires de Orriols») fue asesinado en un olivar cercano a dicha localidad, a unos 30 km de Gerona.

### Primeros años
Tras iniciarse en el mundo de la poesía, se licenció en Filología Catalana en la Universidad de Barcelona. Ha escrito dos libros con Ferran Toutain: Verinosa llengua y El malentès del noucentisme. Ha traducido al catalán a Stendhal, Gide y Balzac y a Josep Pla al castellano. De 1987 a 1990 fue editor-corrector del Diario de Barcelona. Tras esta experiencia impartió clases de periodismo en la Universidad Autónoma de Barcelona y más tarde en la Universidad Ramon Llull. Desde el año 2000 escribe regularmente en el diario ABC.
Fue uno de los fundadores de la plataforma Ciutadans de Catalunya, que originaría a posteriori el partido Ciudadanos. 
Pericay es uno de los máximos especialistas en la vida y obra del escritor catalán Josep Pla. Además de traducir varios libros memorialísticos suyos incluidos en la edición de sus Dietarios, ha editado también las crónicas de Pla agrupadas en el volumen La Segunda República española. En 2010 prologó la obra La agonía de Francia de Manuel Chaves Nogales en la edición de Libros del Asteroide.

### Candidato de Ciudadanos
El 14 de abril de 2015 fue elegido cabeza de lista de Ciudadanos para las elecciones al Parlamento de las Islas Baleares. Finalmente consiguió dos escaños en el Parlamento balear por la isla de Mallorca. En julio de 2019 anunció la renuncia de sus cargos como miembro del Comité Ejecutivo de Ciudadanos y responsable del Área de Educación.
El 31 de octubre de 2020 se dio de baja del partido por las últimas decisiones de la ejecutiva.

## Obras

### En catalán
- La terminal del goig (1976, ISBN 978-84-400-9910-5)
- Verinosa llengua (1986, ISBN 978-84-7596-076-0)
- L'altra cara de la llengua (1987, ISBN 978-84-7596-130-9)
- El malentès del noucentisme: Tradició i plagi a la prosa catalana moderna (1996, ISBN 978-84-8256-352-7)
- Filologia catalana: memòries d'un dissident (2007, ISBN 978-84-664-0826-4)

### En castellano
- Tiempo de editores: Historia de la edición en España 1939-1975. Destino. 2002. ISBN 9788423334445.
- Progresa adecuadamente: educación y lengua en la Cataluña del siglo XXI (2007, ISBN 978-84-935518-0-3)
- Josep Pla y el viejo periodismo. Destino. 2009. ISBN 9788423341511.
- Filología catalana: Memorias de un disidente. Ediciones Barataria. 2009. ISBN 9788495764874.
- Compañeros de viaje: Madrid-Barcelona,1930 Ediciones del viento. 2013. ISBN 978-84-15374-480

- ¡Vamos?: Una temporada en política. Sloper SL, 2020. ISBN 978-84-17200-343